# Konstantin Paustovski
Konstantin Georgiejevitsj Paustovski (Russisch: Константин Георгиевич Паустовский; Konstantin Georgiejevitsj Paoestovski) (Moskou, 31 mei 1892 – aldaar, 14 juli 1968) was een Russische schrijver.

## Leven
Paustovski’s vader was statisticus bij de spoorwegen; zijn moeder kwam uit een Poolse familie van intellectuelen. Tijdens zijn gymnasiumtijd in Kiev verliet zijn vader het gezin. Ondanks de financiële problemen die dat met zich meebracht kon Paustovski toch studeren. Aanvankelijk wis- en natuurkunde in Kiev, en vervolgens filosofie in Moskou. Door het uitbreken van de Eerste Wereldoorlog moest hij zijn studie afbreken.
Tijdens die oorlog diende Paustovski als ziekenverzorger aan het Pruisische front en maakte hij de terugtocht van het Russische leger door Polen en Wit-Rusland mee. Nadat hij bericht ontving dat twee van zijn broers waren gesneuveld keerde Paustovski terug naar zijn moeder in Moskou. Hij verliet Moskou opnieuw om diverse eenvoudige baantjes te vervullen zoals tramconducteur en visser, onder meer in Jekaterinoslav en Taganrog.
Paustovski maakte de Russische Revolutie in 1917 mee in Moskou. Na de overwinning van de bolsjewieken werd hij journalist en verbleef zo in Odessa en Tiflis. In 1930 keerde hij naar Moskou terug en werkte daar onder andere voor de Pravda en diverse vooraanstaande tijdschriften.
Gedurende de Tweede Wereldoorlog was Paustovski oorlogscorrespondent aan het zuidelijk front. Van 1948 tot 1955 doceerde hij literatuur aan het Maxim-Gorki-Instituut in Moskou.
In 1965 werd Paustovski genomineerd voor de Nobelprijs voor Literatuur. Deze werd echter toegekend aan Michail Sjolochov, die meer loyaal was aan het Sovjetregime.
Paustovski stierf op 76-jarige leeftijd in Moskou.

## Werk
Paustovski begon al vroeg met schrijven. Vanaf 1911 publiceerde hij zijn korte verhalen, beïnvloed door Zuid-Russische schrijvers zoals Aleksandr Grin, Isaak Babel, Valentin Katajev en Joeri Oljesja. Deze invloed is ook duidelijk merkbaar in zijn eerste grote roman De romantici (1935). Die bespiegelende terugblik op zijn jeugd, is feitelijk een boek over een kunstenaar die zijn eenzaamheid tracht te overwinnen.
In de jaren dertig kreeg Paustovski erkenning met zijn avonturenroman De baai van Kara-Bogaz (1932), waarin hij beschrijft hoe deze baai, rijk aan belangrijke grondstoffen, door exploitatie van de bolsjewieken teniet gaat. Vanaf midden jaren dertig legt hij zich vooral toe op (of vlucht hij in) natuurbeschrijvingen en portretten van kunstenaars. In het boek De gouden roos schrijft hij boeiend over zijn eigen inzichten in en ervaringen met schrijven en over de ontstaansgeschiedenis van zijn eigen werk.

#### Geschiedenis van een leven
Paustovski’s hoofdwerk is ongetwijfeld zijn zesdelige autobiografie Geschiedenis van een leven. In korte novellen, die vaak los van elkaar staan, vertelt Paustovski over de jaren vóór, tijdens en direct na de Russische Revolutie. De romantische achtergronden van zijn avonturen zijn het zuiden van Rusland, de havens van de Zwarte Zee, de Krim en de Kaukasus. Over mensen die hij goed gekend heeft, onder andere Babel, Majakovski en Boelgakov, schrijft hij treffende anekdotes. De pijnlijkste aspecten verzwijgt hij daarbij.
Geschiedenis van een leven is eerder een lang, lyrisch en melancholisch verhaal, dan een strikte historische biografie. De nadruk ligt vooral op de innerlijke percepties en dichterlijke ontwikkeling van de schrijver zelf. Door Charles B. Timmer werd het ook wel een "biografie van de ziel" genoemd, meer dan een "biografie van gebeurtenissen". Niettemin vormen de memoires van Paustovski een uniek tijdsdocument over het Russische leven in de turbulente eerste decennia van de 20e eeuw.

## Trivia
- De baai van Kara-Bogaz verscheen al in 1935 in een door Karel van het Reve gemaakte Nederlandse vertaling uit het Duits.[3]